# Amblysomus
Amblysomus é um gênero mamífero da família Chrysochloridae.

## Espécies
- Amblysomus corriae Thomas, 1905
- Amblysomus hottentotus (A. Smith, 1829)
- Amblysomus marleyi Roberts, 1931
- Amblysomus robustus Bronner, 2000
- Amblysomus septentrionalis Roberts, 1913